# خالد السناني
خالد السناني (مواليد 4 أكتوبر 1989، لاعب كرة قدم إماراتي يجيد اللعب كحارس مرمى مع نادي الوصل في دوري الخليج العربي الإماراتي .
لعب مع نادي الجزيرة و أعير إلى نادي الظفرة عام 2012 و عاد بعدها إلى الجزيرة وانتقل إلى نادي الظفرة في عام 2018 و انتقل إلى نادي الوصل في عام 2022.

## روابط خارجية
- خالد السناني على موقع الاتحاد الدولي (مؤرشف)  (الإنجليزية)
- خالد السناني على موقع قاعدة بيانات كرة القدم.إي يو (الإنجليزية)
- خالد السناني على موقع Soccerway.com (الإنجليزية)